# Спиро Гаврилов
Спиро Гаврилов е български революционер, деец на Вътрешната македоно-одринска революционна организация.

## Биография
Роден е в охридското българско село Върбяни, тогава в Османската империя. Присъединява се към ВМОРО и става войвода на чета. Участва в Илинденско-Преображенското въстание през лятото на 1903 година като войвода на чета. По време на въстанието с четата си се сражава с турски войски и башибозук на 29 юли 1903 година край Върбяни.